# Portaje Methye
El portaje o porteo Methye (del inglés: Methye Portage) o portaje La Loche (Portage La Loche) fue uno de los porteos más importantes de la antigua ruta del comercio de pieles a través de Canadá. Se encuentra localizado en el noroeste de la actual provincia de Saskatchewan y permite enlazar la cuenca del río Mackenzie con los ríos que discurren hacia el este hasta el Atlántico. El primer occidental que se conoce que lo usó fue Peter Pond en 1778 y el porteo fue abandonado en 1883, cuando comenzaron a navegar en el río Athabasca barcos de vapor, lo que permitió el enlace con el ferrocarril. El Methye rivalizó con el Grand Portage como una de los dos porteos más importantes y difíciles utilizados durante la época del comercio de pieles.
«Methye» es una palabra cree para la lota, un pez de lago, y «La Loche» es la palabra en francés de Quebec del mismo pez (burbot, en inglés). Aunque el nombre de portaje Methye se utiliza a menudo, el nombre oficial desde 1957 es portaje La Loche. Ambos nombres se utilizan en los documentos históricos, libros y revistas. Alexander MacKenzie en su libro Viajes desde Montreal utilizó tanto Portage la Loche como Mithy-Ouinigam Portage (en 1789-1793).

## Historia

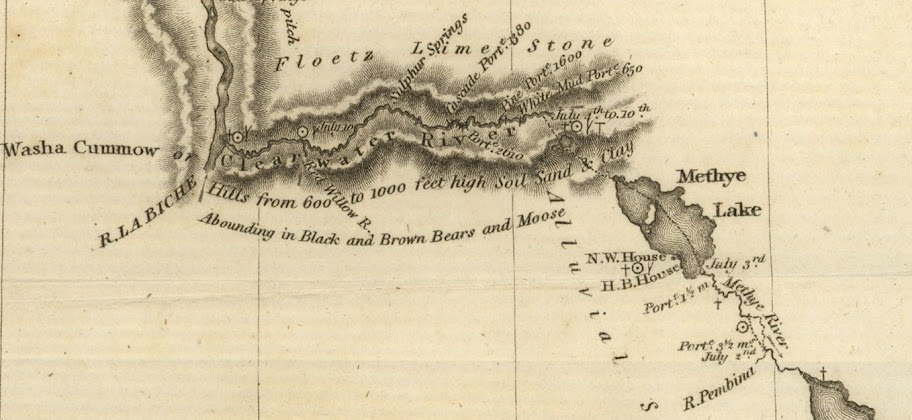
Esta sección del mapa de la expedición de 1819-20 de John Franklin muestra la ruta del comercio de pieles desde el lago Peter Pond, remontando el río La Loche (río Methye), a través del lago La Loche (lago Methye), a través del porteo al oeste hasta alcanzar el río Clearwater e ir luego hacia el norte hasta el río Athabasca. Los primeros puestos comerciales de la Compañía del Noroeste y de la Compañía de la Bahía de Hudson se muestran en la parte suroeste del lago La Loche.

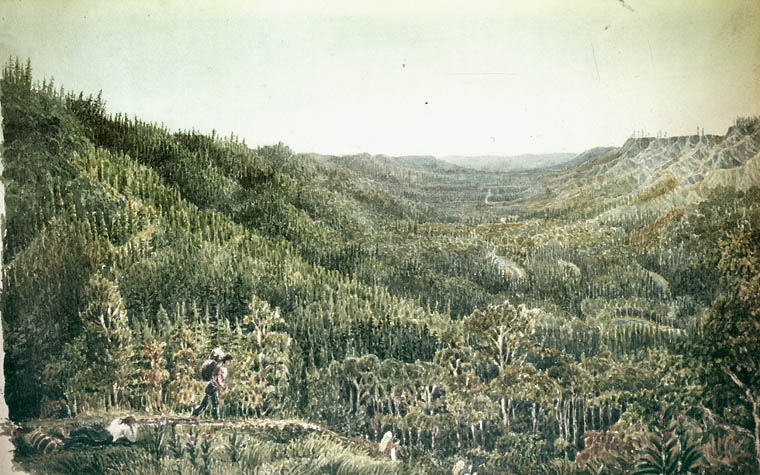
Porteo La Loche, obra de George Back en 1825

El portaje Methye había sido usado por los pueblos indígenas como ruta comercial durante generaciones. Fueron los nativos quienes guiaron a Peter Pond en 1778. Aunque en 1754 Anthony Henday ya había llegado a ver las Montañas Rocosas en una expedición que se dirigió al sur por rutas terrestres, el avance de la exploración occidental estuvo limitado hasta que se abrió la cuenca del Athabasca a través de esta ruta del comercio de pieles. El porteo estuvo en uso constante hasta 1883, cuando el ferrocarril de la Canadian Pacific Railway llegó a la ciudad de  Calgary poniendo fin a más de 100 años en que éste porteo fue el principal acceso al norte.: 23  Desde el invierno de 1822, además de las canoas, se usaron en esta ruta las embarcaciones de York. Las pieles eran transportadas remontando el río Clearwater por tripulaciones que las llevaban al centro del porteo, donde eran recogidas por las tripulaciones que llegaban del otro extremo, desde Norway House.: 705 
La apertura de esta ruta también ocasionó la propagación de la viruela a las poblaciones aborígenes que anteriormente permanecían áisladas, diezmándolas en cuestión de años.
El porteo Methye también fue utilizado en 1793 por sir Alexander MacKenzie en su expedición exploratoria a la costa Oeste, una expedición que alcanzó el océano Pacífico doce años antes de que lo hiciera la más famosa expedición estadounidense, la  expedición de Lewis y Clark.
Desde 1826 a principios de 1870 la brigada del porteo La Loche llegaba al porteo en julio desde Fort Garry. Esta famosa brigada de embarcaciones de York volvía después a través de Norway House y la fábrica de York hasta la colonia del Río Rojo: completaba así un viaje de ida y vuelta de unos 6500 km. Durante varios años esta brigada estuvo bajo la dirección de Alexis Bonami.

### Actividad misionera
Después de que los primeros oblatos hubiesen abierto una misión en Ile a la Crosse en 1846 cuando las brigadas llegaban al porteo generalmente estaba presente allí un sacerdote católico. Los misioneros fueron bien recibidos por los metis franceses del río Rojo y por los dene. El padre Petitot describió así su recepción en 1862: 

Nos alojamos en esta misión, el padre Grouard y yo mismo hasta la salida de la brigada Mackenzie, es decir doce días. Aproveche el tiempo para levantar una capilla cónica que cubrí con cubiertas blancas y decoracion de colores. Un altar envuelto en tela blanca estuvo en pie todo el tiempo que estuvimos allí. Fue en ese pequeño templo improvisado en el que he tenido la alegría de cantar la Misa Mayor el domingo después de nuestra llegada, y en celebrar los santos misterios cada día frente a más de trescientas cincuenta personas, tanto mestizos como indios.
We stayed at this mission, Father Grouard and myself until the departure of the Mackenzie brigade, that is twelve days. I took advantage of the time to raise a conical chapel which I covered with white covers and colored decorations. An altar surrounded in white cloth stood the whole time we were there. It was in this improvised little temple that I had the joy of singing High Mass on the Sunday after our arrival, and to celebrate the holy mysteries each day in front of more than three hundred and fifty people, both metis and Indian
Petitot

En julio de 1845 Louis Laferte dit Schmidt, que había nacido el 4 de diciembre de 1844 en Old Fort, cerca de Fort Chipewyan, fue el primer bautizado en el porteo oficiando la ceremonia el padre Jean-Baptiste Thibault. Otro destacado bautismo en el porteo fue el de Francois Beaulieu, bautizado en 1848 por el obispo Alexandre-Antonin Taché.

## Ruta a la cuenca del Mackenzie

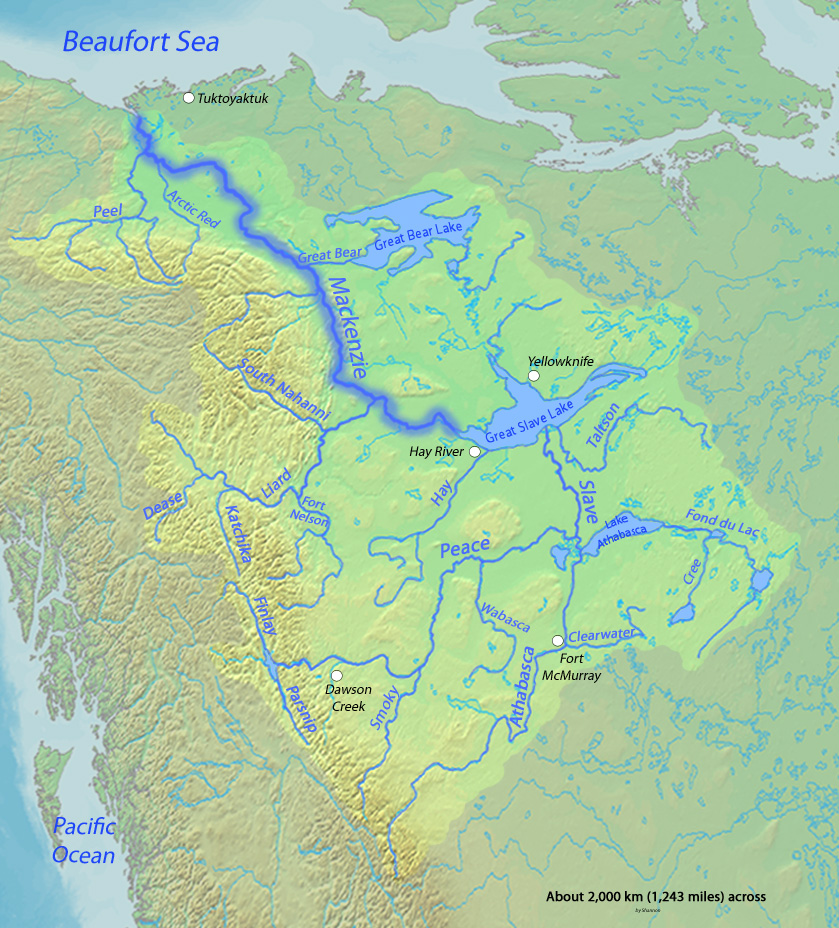
La cuenca del río Mackenzie. El portaje Methye está en el lado sureste de Fort McMurray

La ruta comercial comenzaba en el lago Winnipeg y se encaminaba en dirección oeste siguiendo el río Saskatchewan hasta Cumberland House (Saskatchewan). Continuaba luego hacia el norte hasta alcanzar el río Sturgeon-Weir, cruzando el portaje Frog hasta llegar al río Churchill. Después se iba al oeste remontando el Churchill hasta pasado el depósito en Lac Île-à-la-Crosse, se continuaba a través del lago Peter Pond hasta el lago La Loche. Aquí comenzaba el porteo Methye propiamente dicho, que tenía unos 19 kilómetros de longitud.
El porteo comenzaba en la bahía Wallis, en el lado norte del lago La Loche. El camino ascendía lentamente unos 13 km hasta alcanzar el pequeño lago Rendezvous. Aquí las tripulaciones procedentes del norte y las del sur intercambiaban sus cargas (casi siempre se utilizaban embarcaciones diferentes en los dos lados del porteo y rara vez se llevaban las embarcaciones a través del porteo). El camino ascendía lentamente desde el lago Rendezvous hasta que de repente se lograba ver el valle del río Clearwater, descendiendo la pista unos 180 m en cuatro o cinco kilómetros hasta la ribera del Clearwater. (La altitud del lago La Loche es de unos 445 m, la del lago Rendezvous de unos 512 m y el Clearwater en la zona está a unos 315 m). Esta sección del porteo era tan empinada que se usaron trineos, caballos y bueyes. La pista del porteo era lo suficientemente amplia para dejar pasar un carro, y aún es hoy día visible. Después de haber utilizado el porteo para llegar a la cuenca del río Mackenzie, la ruta se dirigía al oeste descendiendo por el río Clearwater hasta llegar al moderno Fort McMurray y luego se dirigía al norte por el río Athabasca hasta Fort Chipewyan y más allá.

### Lugar de recolección
Cada mes de julio, durante dos semanas, el extremo sur del porteo fue la principal zona para intercambiar la carga que llegaba por cada extremo de la pista. En 1862 había 400 personas en el porteo según el padre Emile Petitot. Allí estaban las dos brigadas del porteo La Loche con 7 embarcaciones cada una, y las brigadas de Athabasca y Mackenzie con 5 embarcaciones cada una. Tenían 225 hombres como tripulaciones y más de 30 pasajeros. Ese año también llegó un canot du nord con una tripulación de 6-8 iroqueses y dos pasajeros.
Los residentes dene del lago La Loche estaban acampados en la zona del porteo en una aldea de tipis en la que residían temporalmente unas 150 personas.
La Compañía de la Bahía de Hudson tenía 10 empleados en el fuerte que mantenían el transporte entre los almacenes en cada extremo del porteo y llegaban allí en caballos, bueyes y carretas para pasar la temporada estival. Petitot lo describió así:

Si bien no había más de 400 personas reunidas en el momento en el lado sur del Porteo, nos permitieron comprender un poco la confusión de lenguas en la Torre de Babel. Había gente del Canadá francés, Escocia, las islas Orcadas, Inglaterra y Noruega. Había Woodland Cree, Swampy Cree, Chippewa, Chipewyan, Beaver y Metis de todo tipo. Grouard y yo representamos a los franceses.
History of La Loche (Grand Portage La Loche, Emile Petitot (1862)

### Las etapas del porteo

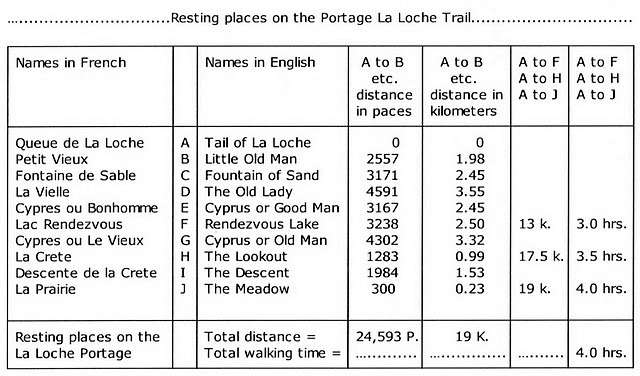
Secciones y distancias del porteo (tabla hecha po rdlaloche en 2011)

Los distintos lugares de la pista del Porteo fueron mombrados por las propias brigadas de la piel. En la tabla que se recoge en un lateral, están algunos de esos nombres en francés (y su traducción), partiendo del extremo sur. Estos lugares de descanso se midieron en pasos según lo describió sir Sir John Richardson en 1848. Desde la cola del lago La Loche hasta Little Old Man la distancia era de 2.557 pasos. Otros 3.171 pasos llevaban a la fuente de Arena y así sucesivamente. El número total de pasos desde la Tail (cola) de La Loche a The Meadow era de 24.593 (o 1.294 pasos por kilómetro). La mayoría de estos lugares de descanso en el Porteo aún no han sido identificados. En condiciones ideales, los 19 kilómetros se caminaban, a un ritmo suave, en aproximadamente 4 horas.
A lo largo de la ruta de Porteo hay tumbas grabadas que comprenden desde los años de la época del comercio de pieles hasta la siguiente narración de los oblatos escrita en 1933 por el padre Louis Moraud:.

Empezamos a caminar el sendero esperando encontrar algunas huellas del pasado. Pero este lugar como los vastos océanos guarda sus secretos.
 La Naturaleza y los elementos pronto borraron todo rastro del hombre. Nuestro guía nos mostró un lugar de sepultura.
La cruz había sido arrasada por el fuego. Otras cruces habían marcado las tumbas de unos pocos más aventureros. Estas también habían desaparecido.
We started walking the trail hoping to find a few traces of the past. But this place like the vast oceans keep their secrets.
 Nature and the elements soon erase every trace of man. Our guide showed us a place of burial.
The cross had been razed by fire. Other crosses had marked the graves of a few more adventurers. These too had disappeared.
 Padre Louis Moraud, Peel's Prairie Provinces

## Área protegida

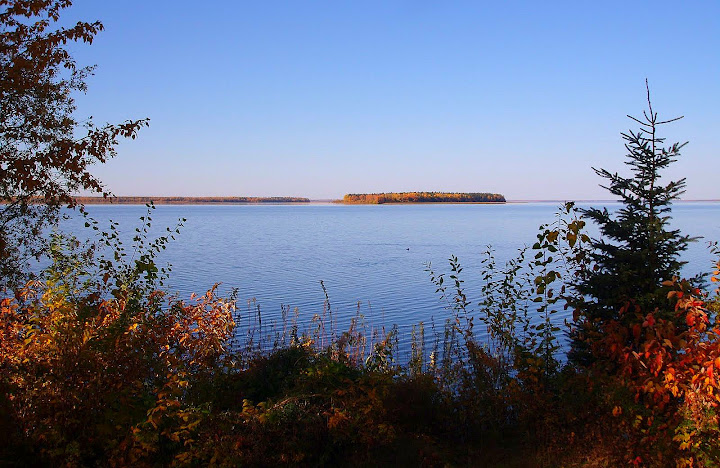
Lago La Loche mirando hacia el Porteo

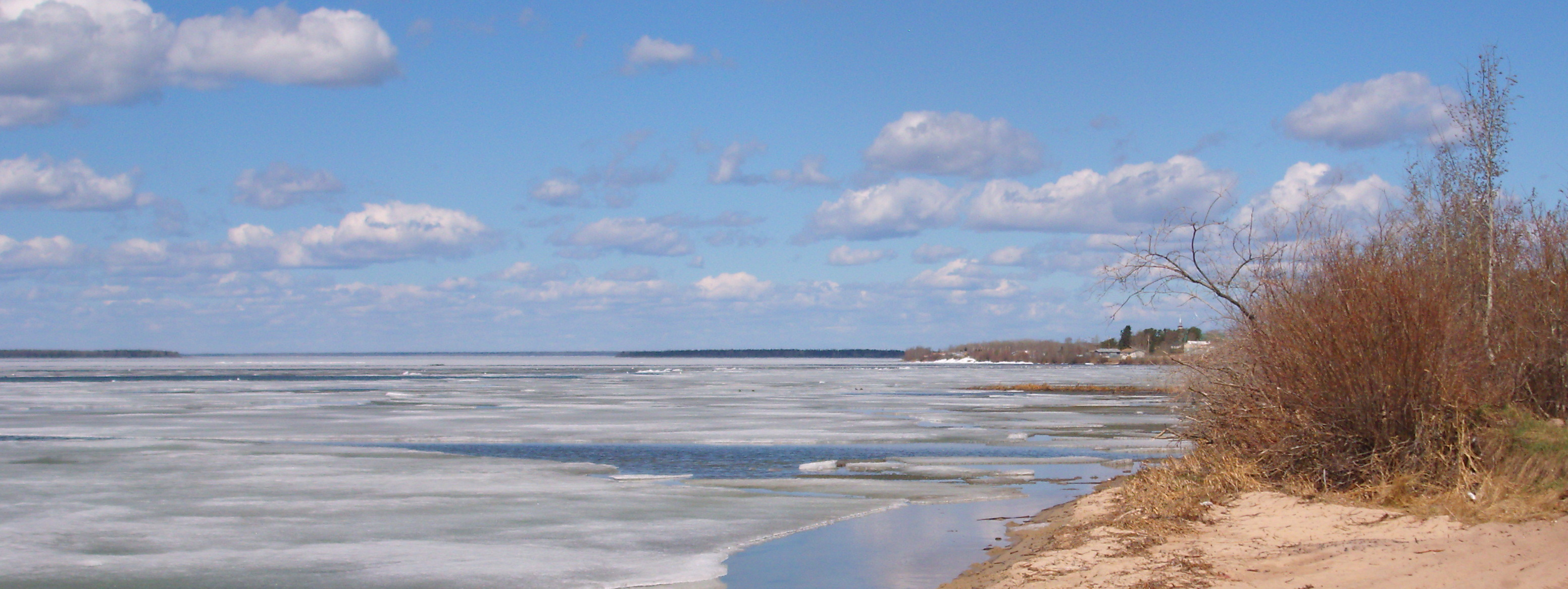
El deshielo en el lago La Loche (mayo de 2013) (El hielo cubre el lago desde mediados de noviembre hasta mediados de mayo).

El porteo Methye fue designado como un sitio histórico nacional en 1933 y el río Clearwater fue designado como río integrante del sistema de ríos del patrimonio canadiense en 1986. Hoy en día el porteo Methye y la parte del río Clearwater que está en la provincia de Saskatchewan se encuentran dentro del parque provincial del Río Clearwater (Clearwater River Provincial Park). Hay una placa de bronce en un mojón de piedra en la entrada del Porteo, con el siguiente texto (escrito en francés y en inglés):

En 1778 Peter Pond se convirtió en el primer hombre blanco en cruzar las 12 millas del porteo entre el lago La Loche y el río Clearwater, abriendo así la rica región de Athabasca al comercio directo. Durante más de cuarenta años, hasta la apertura de la pista de Edmonton-Fort Assiniboine, este porteo fue el único vínculo práctico con los ríos Athabasca, Peace y Mackenzie y más allá. Muchos comerciantes y exploradores famosos siguieron esta ruta. En la década de 1820, la práctica de transportar las embarcaciones sobre la cuenca se suspendió y se estableció en cada extremo del porteo una embarcacion de York terminal.
In 1778 Peter Pond became the first white man to cross the 12 mile portage between Lac La Loche and the Clearwater River, thus opening the rich Athabasca region to direct trade. For over forty years, until the opening of the Edmonton-Fort Assiniboine trail, this portage was the only practical link with the Athabasca and the Peace and Mackenzie rivers beyond. Many famous traders and explorers followed this route. In the 1820s, the practice of hauling boats over the watershed was discontinued and a York boat terminus was established at each end of the portage.
Historic Sites and Monuments Board of Canada. Government of Canada